# Ha Tinh
Ha Tinh (på vietnamesiska Hà Tĩnh) är en stad i Vietnam, och huvudort i Ha Tinh-provinsen. Folkmängden uppgick till 88 957 invånare vid folkräkningen 2009, varav 63 415 invånare bodde i själva centralorten.